# Фредерік Коваль
Фредерік Коваль (фр. Frédéric Kowal, 2 жовтня 1970) — французький академічний веслувальник.
Бронзовий призер Олімпійських Ігор 1996 року в складі парної двійки, учасник 2000 року.